# پیت مک‌کفری
پیت مک‌کفری (انگلیسی: Pete McCaffrey؛ زاده ۲۴ ژانویهٔ ۱۹۳۸ درگذشته ۴ مارس ۲۰۱۲) یک بازیکن بسکتبال اهل ایالات متحده آمریکا بود.